# Pamiria galathea
Pamiria galathea is een vlinder uit de familie van de Lycaenidae. De wetenschappelijke naam van de soort is voor het eerst gepubliceerd in 1844 door Émile Blanchard.
De soort komt voor in het noorden van Pakistan en India en in het noordwesten van de Himalaja.

## Ondersoorten
- Pamiria galathea galathea
- Pamiria galathea chitralica (Evans, 1925)
- Pamiria galathea depreei (Tytler, 1926)
- Pamiria galathea nycula (Moore, 1865)
  - = Cupido nycula (Moore, 1865)